# Sucker Punch Productions
Sucker Punch Productions — американская студия, занимающаяся разработкой компьютерных игр и базирующаяся в городе Белвью, штат Вашингтон. Компания наиболее известна созданием видеоигровых франшиз для консолей PlayStation — Sly Cooper и Infamous, а также Ghost of Tsushima. С 2011 года является дочерней студией Sony Computer Entertainment, а по состоянию на 2020 год, в Sucker Punch работает около 160 человек.
Sucker Punch была основана в октябре 1997 года командой выходцев из Microsoft — Брайаном Флемингом, Даррелом Планком, Крисом Циммерманом, Брюсом Обергом, Томом Сакстоном и Кэти Сакстоном. Их первой игрой стал эксклюзивный для Nintendo 64 платформер Rocket: Robot on Wheels. Игра не показала хороших коммерческих показателей, но получила положительные отзывы от игровых критиков, что побудило команду разработать в 2002 году ещё один платформер — Sly Cooper and the Thievius Raccoonus. Разработчики обратились к Sony с просьбой выступить издателем, и игра неожиданно стала успешной как в плане продаж, так и в оценках журналистов, породив целую франшизу для PlayStation с двумя продолжениями, вышедших в 2004 и 2005 годах соответственно — Sly 2: Band of Thieves и Sly 3: Honor Among Thieves.
После работы над Sly Cooper, Sucker Punch решила продолжить своё плодотворное сотрудничество с Sony и приступила к созданию супергеройской игры в открытом мире — Infamous. За ней последовали два продолжения — Infamous 2 и Infamous: Second Son, а также спин-офф к последней — Infamous First Light. После выхода второй Infamous, в 2011 году Sony приобрела Sucker Punch за необъявленную сумму. После Second Son и First Light, студия в течение шести лет разрабатывала игру Ghost of Tsushima, вышедшую в 2020 году и ставшую одной из самых продаваемых эксклюзивов для PlayStation 4.

## История

### Основание и созданиеRocket
Sucker Punch Productions была основана в октябре 1997 года Брайаном Флемингом, Даррелом Планком, Крисом Циммерманом, Брюсом Обергом, Томом Сакстоном и Кэти Сакстоном. Вся шестёрка встретилась во время совместной работы в Microsoft. Циммерман оказался разочарован своей работой в корпорации и хотел заняться другими вещами. Он поделился с Флемингом и Обергом своей идеей о создании студии-разработчика компьютерных игр. Своё название компания получила в результате других кодовых названий проектов Microsoft. Циммерман делился с вариантами названия со своей женой, и она советовала не использовать словосочетание «Sucker Punch», но её просьбу проигнорировали — целевой аудиторией игроков в те годы были в основном молодые мужчины, а их группа было созвучна с «Sucker Punch». Сразу после основания, команда приступила к разработке своей первой игры. Увидев выпуск таких игр, как Oddworld: Abe’s Oddysee на PlayStation, команда почувствовала, что им не хватает опыта и навыков для конкуренции с более крупными гигантами видеоигр. Из-за этого, команда решила создать эксклюзивную для Nintendo 64 игру с кодовым названием Puzzle Factory. Их дебют был вдохновлён The Incredible Machine и первоначально должна сделана с трёхмерной графикой, но от такой затеи команда отказалась. В 1998 году студию покинули Том и Кэти Сакстон.
После покупки оборудования для разработки у компании Nintendo, основатели за свои деньги профинансировали платформер Sprocket. Sucker Punch представили его разным издателям как только была завершена половина игры. Изначально студия обращалась к Activision и Acclaim Entertainment с просьбой издать игру, но издатели не были заинтересованы проектом. Sucker Punch также предлагала игру Sony, но те отказались из-за того, что Sprocket делался для Nintendo 64 — одного из главных конкурентов PlayStation. THQ почти согласилась издать игру, но за несколько недель до E3 1999 года, их сделка по неизвестной причине сорвалась. Electronic Arts предлагала Sucker Punch подписать совместный контракт на издание их игры для PlayStation 2, но ради него пришлось бы отказаться от Sprocket, и разработчики отказались. Пока компания пыталась найти издателя, сама разработка платформера же продвигалась гладко. Над игрой работало семнадцать человек. Производство Sprocket было завершено после того, как Ubi Soft согласилась выступить издателем, увидев положительную реакцию прессы на неё. Из-за споров в регистрировании товарного знака, игра была переименована в Rocket: Robot on Wheels. Платформер получил положительные отзывы от игровых критиков, но провалился по продажам, и Флеминг описал реакцию игроков на их дебют как «прохладную».

### УспехSly Cooper
После довольно «смешанного» успеха Rocket, Sucker Punch начала разработку следующей игры — Sly Cooper and the Thievius Raccoonus, главным героем которого является енот-авантюрист. По словам Флеминга, «енот, надевающий маску, показался ему почему-то забавным». Извлекая ошибки своего дебюта, Sucker Punch сначала решила найти издателя. Флеминг подмечал, что самые успешные платформеры выходили на консолях PlayStation, поэтому команда обратилась к Sony с просьбой стать издателем игры на PlayStation 2. Сотрудничество с Sony позволило команде оптимизировать свои цели, поскольку они разрабатывали игру для одной платформы. Так как игра разрабатывалась для молодой аудитории, Sucker Punch изначально беспокоилась о том, что Купер — вор, который поощряет кражи. Сценаристы слегка исправили это — Слай ворует только у других подобных воров. Название Thievius Raccoonus придумано разработчиками, такого словосочетания на английском языке нет. Общая разработка длилась три года, и за это время студию покинул Даррел Планк. Креативный директор Нейт Фокс описывал релиз Sly Cooper как «напряжённый опыт для команды» — в то время, Sucker Punch не была достаточно известной и волновалась в заинтересованности «такой дурацкой» игры. Но Sly Cooper получила крайне положительные отзывы от игроков и критиков и стала коммерчески успешной, сильно превзойдя ожидания студии.
Неожиданный успех платформера позволил студии заняться продолжением — Sly 2: Band of Thieves. Флеминг говорил, что сиквел был о Слае и его товарищах, «пытающихся провернуть целую серию крупных ограблений». При создании сиквела, Нейт Фокс вдохновлялся голливудскими фильмами про ограбления. Band of Thieves отличается несколько улучшенным геймплеем и искусственным интеллектом противников и более открытыми уровнями. Игра вышла в 2004 году и также получила положительный отклик от игроков и критиков. За ним последовал и триквел, Sly 3: Honor Among Thieves, но в отличие от предыдущих частей, разработка третьей части шла в сильно ускоренном темпе — у команды было всего 11 месяцев на создание. Триквел вышел в 2005 году, и несмотря на сжатые сроки, игра снова получил положительные отзывы. Honor Among Thieves стала последней игрой в серии Sly Cooper, которую разрабатывала Sucker Punch — студия больше не принимала участие в серии, и над коллекцией The Sly Collection для PlayStation 3 и PlayStation Vita и продолжением Sly Cooper: Thieves in Time 2013 года работала уже сторонняя студия, Sanzaru Games.

### Infamousи покупка Sony
Успех франшизы Sly Cooper значительно повысил статус Sucker Punch как разработчика, но они хотели поработать над чем-то новым, чтобы быть актуальными. Студия представила Sony четыре проекта, среди которых был Nasty Little Things, в котором персонаж игрока мог вызывать маленьких существ из своих татуировок и отправлялся с ними в приключения, и Uncharted — в нём игрок должен был выживать на острове, заполненном динозаврами. Sony дала зелёный свет проекту True Hero — здесь игрок выступает супергероем и должен принимать различные моральные решения. Позднее этот проект переименовался в Infamous. С самого начала игра была супергеройской, однако геймплей должен был напоминать Animal Crossing. От такой идеи студия отказалась, и Infamous превратилась в историю происхождения героя; при создании сюжета, сценаристы вдохновлялись такими комиксами, как Batman: No Man’s Land и DMZ. Над её разработкой, длившуюся три года, занимались 60 человек. Infamous также стала первой игрой в открытом мире в истории студии. Экшен вышел в мае 2009 года, получил положительные отзывы и стал коммерчески успешным — по состоянию на 2010 год, её количество продаж составляет два миллиона.
С успехом первой части, Sucker Punch сразу приступила к разработке сиквела. Infamous 2 вышла в июне 2011 года и получила положительные отзывы. Sucker Punch была частной компанией, а её франшизы Sly Cooper и Infamous являются зарегистрированными торговыми марками Sony, поэтому в августе 2011 года Sony объявила о покупке Sucker Punch за нераскрытую сумму. Переговоры о приобретении шли два года, и в 2013 году студия была куплена и стала частью SCE Worlwide Studios. Комментируя покупку корпорации, Флеминг говорил, что ключевыми причинами на соглашение о приобретении были растущий размер численности и долгая история сотрудничества с Sony.
При финансовой поддержке Sony, студия продолжила создавать игры Infamous. Так, в октябре 2011 года вышло отдельное дополнение ко второй части — Festival of Blood. DLC быстро стала самой продаваемой игрой PlayStation Network, пока в следующем году рекорд не побьёт Journey. После выхода, студия сходу приступила к разработке Infamous: Second Son. Sucker Punch решили перенести действие игры в родной для большинства членов команды Сиэтл для использования своего личного опыта в дизайне открытого мира и заменить Коула Макграта Делсином Роу. Над Second Son работало 110 человек, что считалось довольно небольшим количеством для высокобюджетной AAA-игры. Игра вышла эксклюзивно на PlayStation 4 в марте 2014 года, получила положительные отзывы и имела коммерческий успех — только за девять дней с момента выхода, её продажи перевалили за миллион, сильно повлияв на рост продаж консоли. Она занимала первые места в чартах PlayStation Store и Amazon. В августе того же года Sucker Punch выпустила отдельное дополнение к Second Son — First Light, а также на студию обрушилась волна увольнений. К декабрю 2014 года численность сотрудников составляла около 80 человек.

### Ghost of Tsushima
После релиза Second Son, команда начала обдумывать концепцию своей следующей игры. Sucker Punch хотела создать игру с открытым миром, но с большим акцентом на рукопашный бой. В качестве сеттинга была и пиратская тематика, и шотландское пророчество; параллельно, студия разработала прототип Prophecy. Прототип, действие которого разворачивается в стимпанковском городе, был создан в 2015—2016 годах и утёк в интернет в 2020 году. В итоге, Sucker Punch решила перенести действие в феодальную Японию, а главным героем стал самурай. Команде по искусству и окружающей среде было непросто заниматься проектом, так как по стилю она разительно отличалась от Infamous, в котором была эстетика панк-рока, что привело к более длительному сроку разработки по сравнению со всеми предыдущими играми Sucker Punch — в итоге, общая разработка длилась шесть лет. Ghost of Tsushima вышла в июле 2020 года, став одной из последних эксклюзивных игр для PlayStation. Игра возымела огромный коммерческий успех и быстро стала одной из самых продаваемых эксклюзивов Sony. К ноябрю 2020 года общее количество продаж составило более пяти миллионов. На волне успеха Ghost of Tsushima, главные геймдизайнеры игры, Нейт Фокс и Джейсон Коннелл, стали послами туризма в Цусиме в 2021 году, а также был анонсирован кинофильм.
В 2022 году разработчики заявили, что не планируют возвращаться к Infamous или Sly Cooper, но не исключив возможность вернуться к ним в будущем, добавив, что эти франшизы близки и дороги им.

## Список разработанных игр
| Год выпуска | Название                              | Платформа(ы)                          |
| ----------- | ------------------------------------- | ------------------------------------- |
| 1999        | Rocket: Robot on Wheels               | Nintendo 64                           |
| 2002        | Sly Cooper and the Thievius Raccoonus | PlayStation 2                         |
| 2004        | Sly 2: Band of Thieves                | PlayStation 2                         |
| 2005        | Sly 3: Honor Among Thieves            | PlayStation 2                         |
| 2009        | Infamous                              | PlayStation 3                         |
| 2011        | Infamous 2                            | PlayStation 3                         |
| 2011        | Infamous: Festival of Blood           | PlayStation 3                         |
| 2014        | Infamous Second Son                   | PlayStation 4                         |
| 2014        | Infamous First Light                  | PlayStation 4                         |
| 2020        | Ghost of Tsushima                     | PlayStation 4, PlayStation 5, Windows |
| 2025        | Ghost of Yotei                        | PlayStation 5                         |